# امووا
امووا (به لاتین: Amuwa Paschim) یک منطقهٔ مسکونی در نپال است که در Lumbini Zone واقع شده‌است.

## خصوصیات
امووا ۶٬۸۷۰ نفر جمعیت دارد.